# Mick Greenaway
Mick Greenaway (Fulham, 1949-1999) va ser un famós aficionat al futbol i seguidor incondicional del Chelsea FC .
Criat a Billing Street, a prop de Stamford Bridge, el seu pare adoptiu era un seguidor del Chelsea, que el va introduir al club durant la gloriosa temporada 1954-55. Durant les dècades del 1960 i 1970, va unir als diferents grups i esdevingué el líder de l'animació del club.
Va ser el creador del cant Zigger Zagger, i l'encarregat d'introduir-lo perquè altres aficionats del Chelsea el seguiren. També va crear el cant Ask Old Brown To Tea, que va iniciar la tradició que els aficionats del Chelsea llançaren api al camp. També se'l considera el probable creador del càntic Carefree, basat en la música de Lord of the Dance.
El músic Laurel Aitken l'esmenta en la seua cançó Zigger Zagger, creada poc després de la seua mort, en motiu de la final de la FA Cup del 2000.